# Grigore Vieru
Pour les articles homonymes, voir Vieru.
Grigore Vieru, né le 14 février 1935 dans le village de Pererita (raion de Briceni) alors dans le royaume de Roumanie et aujourd'hui en Moldavie et mort le 18 janvier 2009 à Chișinău, est un poète, écrivain, pédagogue, parolier et journaliste moldave. En 1993, il a été élu membre correspondant de l'Académie roumaine.

## Biographie
Grigore Vieru poursuit des études universitaires à la faculté de philologie et d’histoire de Chișinău. Il a écrit de nombreux poèmes pour la jeunesse. Il fut l'auteur de manuels scolaires et d'abécédaires pour l'apprentissage de la lecture pour les enfants (Steluța, Abecedar, Albinuța).  
En 1973, Grigore Vieru franchit, pour la première fois, la rivière frontalière Prout, qui sépare la Moldavie de la Roumanie. Il visite la Roumanie en tant que membre d’une délégation de poètes soviétiques. Après cette visite-là, très importante pour lui, Vieru déclare avec beaucoup d’émotions : « Si certains ont le rêve de voler dans le Cosmos, moi, j’ai toujours rêvé de franchir le Prut ».
Le 16 janvier 2009, le poète est victime d'un accident de la route. Il est emmené à l'hôpital d'urgence à Chișinău, où il décède 48 heures plus tard.
Dans l’introduction de son dernier livre paru en 2008, l’anthologie Taina care ma apara, qu'il Vieru qualifie de « livre de [s]a vie », il écrit : « Je crois que je suis né comme poète à la suite d'un appel, pas par émulation. En même temps, je crois que je suis né comme poète par la souffrance aussi, de même que par la réalisation du fait que la vie n’est pas un jeu. Donc, la poésie ne peut pas être un batifolage des paroles. À tout ça, ajoutons la beauté de la langue roumaine qui est elle-même un poème, comme disait Blaga, elle te met, elle-même, la plume dans la main ».

## Œuvres
- 1957 : Alarma, (L’Alarme) ;
- 1960/1963 : deux nouveaux recueils de poésies pour enfants : Făt-Frumos și Curcubeul et Bună ziua, fulgilor! ;
- 1964 : il publie dans la revue Nistru le poème Legământ ;
- 1965 : Versuri pentru cititorii de toate vârstele (Des vers pour des lecteurs de tous les âges) ;
- 1968 :  Numele tău (Ton nom) ;
- 1975 : Mama (La Mère) ;
- 1976 : Un verde ne vede (Du vert qui nous voit) ;
- 1978 : Steaua de vineri (L’Étoile de vendredi) ;
- 1981 : Izvorul și clipa (La source et l’instant) ;
- 1984 : Écrits choisis (recueil de poésies et de chansons de Grigore Vieru) ;
- 1988 : Rădăcina de foc (La Racine de feu) ;
- 1993 : Curățirea fântânii (La Purification du puits) ;
- 1996 : Văd și mărturisesc (Je vois et je témoigne) ;
- 1997 : Acum și în veac (Maintenant et toujours) ;
- 2002 : Cartea Vieții Mele (Le Livre de ma Vie), volume anthologique ;
- 2008 : Taina care ma apara (Le Mystère que je défends), livre de l'année 2008 au salon du livres de Chisinau.

Beaucoup de compositeurs moldaves se inspiraient par la poésie de Grigore Vieru (Poftim de intraţi, Cine crede, etc.). Grigore Vieru même est l'auteur de chansons pour les enfants (Să creşti mare, etc. ), mais la plus fructueuse était sa collaboration avec la compositrice Yulia Tsiboulscaya (Soare, soare, Clopoţeii, Stea-stea, logostea, Ramule-neamule, Cîntînd cu iubire, etc).

## Journalisme
- 1960 : Rédacteur à la rédaction de la revue Nistru, (à présent, Basarabia), publication de l’Union des écrivains de Moldavie.
- 1960 : Rédacteur aux éditions Cartea Moldovenească ;

## Distinctions
- 1967 : Prix national du Komsomol dans le domaine de la littérature pour enfants et jeunesse pour Versuri pentru cititorii de toate vârstele.
- 1978 : Prix d’État de la République de Moldavie pour Un verde ne vede.
- 1988 : il a reçu le Diplôme d'honneur du Conseil international sur les livres de jeunesse dans le cadre du Prix Andersen.
- 1990 : Prix de l'édition "Romanul", pour la contribution spéciale vers l'affirmation des idéaux de l'unité nationale
- 1991, Prix "Hercules" pour la littérature.
- 1992, il a reçu le titre honorifique d' "Écrivain populaire de Moldavie" et le prix du journal "Europa", pour sa position réaliste sur l'unité nationale. L'Académie roumaine l'a proposé pour l'attribution du prix Nobel de la paix. Il a été honoré avec le prix international de poésie "Lucian Blaga".
- 1994, Prix spécial de l'Union des écrivains de Moldavie pour "Albinuta".
- 2000, il a reçu la Médaille gouvernementale de Roumanie "150 ans de la naissance d'Eminescu", ainsi que le diplôme et un trophée de la Fondation "Roumanie - 2000".
- 2005, Les enseignants de l'Université de Chișinău "Ion Creanga" lui ont conféré le titre de docteur honoris causa.
- 2009 : Le 19 janvier 2009, le président roumain Traian Băsescu a conféré à titre posthume à Grigore Vieru le grade de grand-croix de l'ordre de l'Étoile de Roumanie.